# 东格拉
东格拉（Dungra），是印度古吉拉特邦Valsad县的一个城镇。总人口24522（2001年）。

## 人口
该地2001年总人口24522人，其中男性15206人，女性9316人；0—6岁人口3840人，其中男1921人，女1919人；识字率73.47%，其中男性为79.63%，女性为63.43%。